# Papilio alexanor

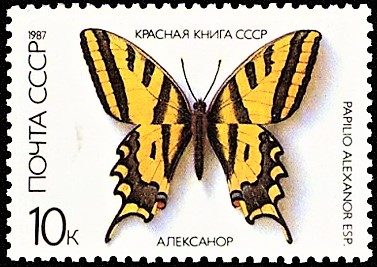
Briefmarke mit Abbildung des Papilio alexanor

Papilio alexanor, auch bekannt unter der englischen Bezeichnung Southern Swallowtail („Südlicher Schwalbenschwanz“) und unter der deutschen Bezeichnung „Alexanor-Schwalbenschwanz“, ist ein Schmetterling aus der Familie der Ritterfalter (Papilionidae).

## Merkmale

### Falter
Die Falter erreichen eine Flügelspannweite von 70 bis 80 Millimetern. Die Vorderflügel haben eine schwarze Grundfärbung, werden jedoch – anders als beim Schwalbenschwanz (Papilio machaon) – in der Basalregion und in der Diskalregion von einem gelben Bereich geprägt, in welchen vom Vorderrand in regelmäßigen Abständen drei breite schwarze Streifen einschneiden. Zwischen Submarginalregion und Postdiskalregion befindet sich vom Apex bis zum Innenrand eine gelbe Binde. Die Hinterflügel haben eine schwarze Grundfärbung, werden allerdings in der Basalregion und Diskalregion von einem gelben Bereich geprägt. Mitten durch diese quert ein senkrechter brauner Streifen vom Vorderrand bis zum Innenrand, welcher mit einem schwarzen Streifen, der vom Körper entlang des Innenrandes verläuft, trifft. Im gelben Bereich befindet sich neben dem vorhandene Streifen noch ein wesentlich kürzer in der Mitte. In der Submarginalregion befinden sich mehrere gelbe Bogenflecken, die eventuell zu einer Binde verschmelzen. Zwischen diesen Flecken und dem gelben Bereich ist der Flügel mit zahllosen blauen Schuppen bestäubt. Im Analwinkel befindet sich ein schwarzes Auge, welches mit oranger, gelber und blauer Farbe umhüllt ist. Der Außenrand ist stark gezahnt und hat einen Schwanzfortsatz, welcher teilweise gelb ist.

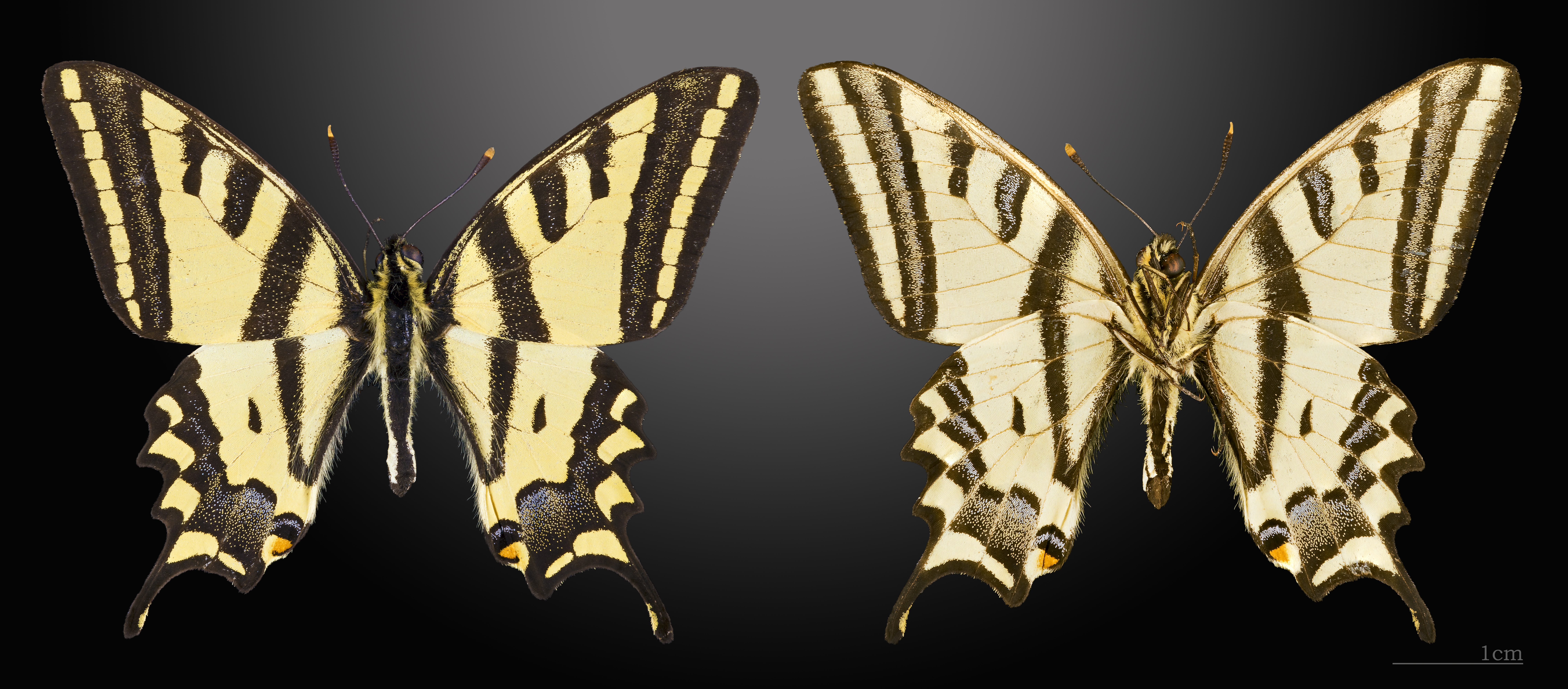
Zwei Ansichten des gleichen Exemplars

Die Unterseite der Vorderflügel ähnelt stark der Oberseite. Alle Merkmale sind nun verstärkt anzutreffen. Der mittlere schwarze Streifen sowie der Bereich zwischen den beiden gelben Bereichen sind nun mit blauen Schuppen bestäubt. Die Unterseite der Hinterflügel ähnelt ebenfalls stark der Oberseite. Auch hier sind alle Merkmale verstärkt anzutreffen und das Gelb ist etwas dunkler.
Die beiden Geschlechter unterscheiden sich nicht in den Flügelzeichnungen und dem Körper, welcher schwarz und gelb längsgestreift ist. Die Spitzen der Fühler sind orange.

### Ähnliche Arten
- Schwalbenschwanz (Papilio machaon)
- Segelfalter (Iphiclides podalirius)
- Iphiclides feisthamelii

## Lebensweise
Papilio alexanor ist vor allem in Magerwiesen anzutreffen, allerdings stets als Einzelgänger. Die Raupe ernährt sich ausschließlich von Dill (Anethum graveolens), Fenchel (Foeniculum vulgare), Kümmel (Carum carvi), Petersilie (Petroselinum crispum) und Wilder Möhre (Daucus carota). Die Flugzeit der Falter dauert von Mitte Juni bis August.

## Verbreitung und Vorkommen
Papilio alexanor ist in Südeuropa und in den Ländern um das Schwarze Meer beheimatet. Er ist in Südfrankreich, Süditalien, Sizilien, in Albanien, Griechenland, Türkei, Syrien, Libanon, Israel, Jordanien, Irak, Iran, Westpakistan und Afghanistan zu finden.
Papilio alexanor ist in Westpakistan extrem selten und im Westen seines Verbreitungsgebietes nicht häufig anzutreffen. In den Ländern des ehemaligen Jugoslawiens ist er bereits ausgestorben, in den übrigen Balkanländern und in Italien gilt er als bedroht. In Griechenland ist er per Gesetzesbeschluss geschützt.

## Systematik
Von Papilio alexanor sind sechs Unterarten bekannt:
- Papilio alexanor destelensis (Nel & Chauliac, 1983)
- Papilio alexanor radighierii (Sala & Bollino, 1991)
- Papilio alexanor orientalis (Romanov, 1884)
- Papilio alexanor hazarajatica (Wyatt, 1961)
- Papilio alexanor judeus (Staudinger, 1893)
- Papilio alexanor voldemar (Kreuzberg, 1989)